# Brown Brothers Harriman
La Brown Brothers Harriman & Co. è la più antica e più grande banca commerciale fra quelle presenti negli Stati Uniti. La società ha 39 accordi commerciali, attività per oltre 3,7 miliardi di dollari, e occupa 2700 persone in 55 Paesi.

## Storia
La Brown Brothers Harriman & Co. nasce nel 1931 dalla fusione della A. Harriman & Co. e della Brown Brothers & Co., una banca commerciale fondata a Filadelfia nel 1818 e trasferita a New York nel 1927; tra i partner iniziali della banca appena fondata vi furono anche W. Averell Harriman, E. Roland Harriman, Thatcher Brown, Prescott Bush e Robert A. Lovett.
Il 1º gennaio 1931 la Brown Brothers Harriman si fonde con la Consolidated Silesian Steel Corporation. W. Averell Harriman, George Walzer e il nipote Prescott Bush comprarono nel 1926 un terzo della Silesian Steel Corp., la holding della compagnia di Friedrick Flick, industriale dell'acciaio tedesco, che ne deteneva i rimanenti due terzi. La società cambiò nome in Consolidated Silesian Steel Corporation. Quest'ultima aveva attività di estrazione del carbone e del zinco, e di produzione dell'acciaio, sia in Germania che in Polonia.
Nel 1942, in applicazione del Trading with the Enemy Act, il Governo degli Stati Uniti confiscò una quota fra il 40 e il 50% di azioni ordinarie e privilegiate della società, che era in possesso di tedeschi. Con la dichiarazione di guerra del dicembre 1941, il Presidente Roosevelt firmò il Trading With the Enemy Act, che vietava alle banche commerciali americane di fare affari con i nemici dichiarati degli Stati Uniti. Il 20 ottobre 1942, il Governo statunitense ordinò la confisca di tutti i beni dei tedeschi. Anche la Brown Brothers Harriman & Co. interruppe i suoi rapporti d'affari con la Germania.